# Passer
Passer är ett släkte med sparvfinkar som förekommer i gamla världen och som tros ha sitt ursprung i Afrika. Släktet omfattar numera vanligen 28 arter. Två av dessa förekommer i Sverige – pilfinken och gråsparven.

## Utseende och fältkännetecken
Dessa sparvar är små, kompakta tättingar, ofta 10–20 cm långa med korta fyrkantiga stjärtar och korta och breda koniska näbbar. Deras fjäderdräkt är brun eller gråaktig med teckning i svart, gult eller vitt.

## Utbredning och biotop
Merparten av släktets arter återfinns i öppna, lätt skogbevuxna och varma biotoper i Afrika och södra Eurasien. Flera arter har anpassat sig till mänsklig boplatser, och detta har tillåtit dem, speciellt gråsparven, att utvidga sitt eurasiska utbredningsområde långt utöver dess förmodade ursprungliga utbredningsområde kring Mellanöstern. 
Utöver denna form av kolonisering har gråsparven även aktivt introducerats till många olika delar av världen, som Amerika, Afrika söder om Sahara och Australien. I mindre utsträckning har även pilfinken introducerats till områden utanför sitt utbredningsområde, med populationer i Australien och även lokalt i Missouri och Illinois i USA.

## Ekologi

### Häckning
Sparvarna inom släktet Passer bygger slarviga bon som, beroende på art och habitatmöjligheter, placeras i buskar, träd, trädhål, byggnader, halmtak, eller i bomaterialet hos större fågelarter som storkar. Kullen, som består av upp till åtta ägg ruvas av båda föräldrar i genomsnittliga 12–14 dagar och ungarna blir sedan flygga efter 14–24 dagar.

### Föda
De är primärt fröätare som födosöker på marken, men de äter också små insekter, särskilt under häckningen. Ett fåtal arter, speciellt gråsparv och bysparv (P. griseus), söker sin föda ibland sopor och dylikt i städerna och är i det närmaste allätare.

## Systematik
Släktet Passer är en grupp små tättingar som tros ha sitt ursprung i Afrika. Under åren har artgränserna tolkats olika, men idag urskiljs vanligen 28 arter i släktet. Släktet beskrevs första gången 1760 av Mathurin Jacques Brisson. Arterna i Passer är närmast släkt med fyra arter stensparvar i Gymnoris.

### Arter inom släktet

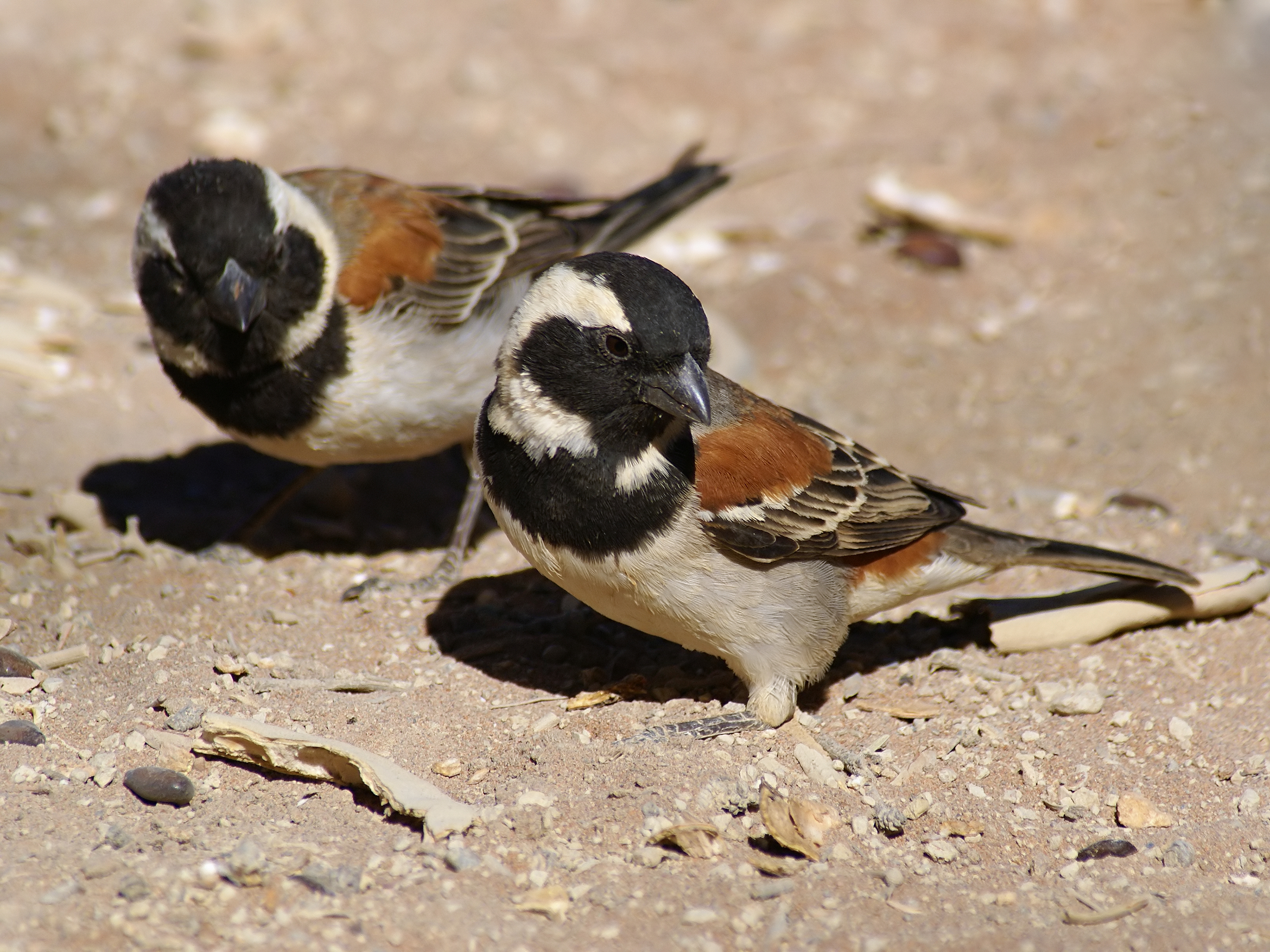
Boersparv (Passer melanurus)

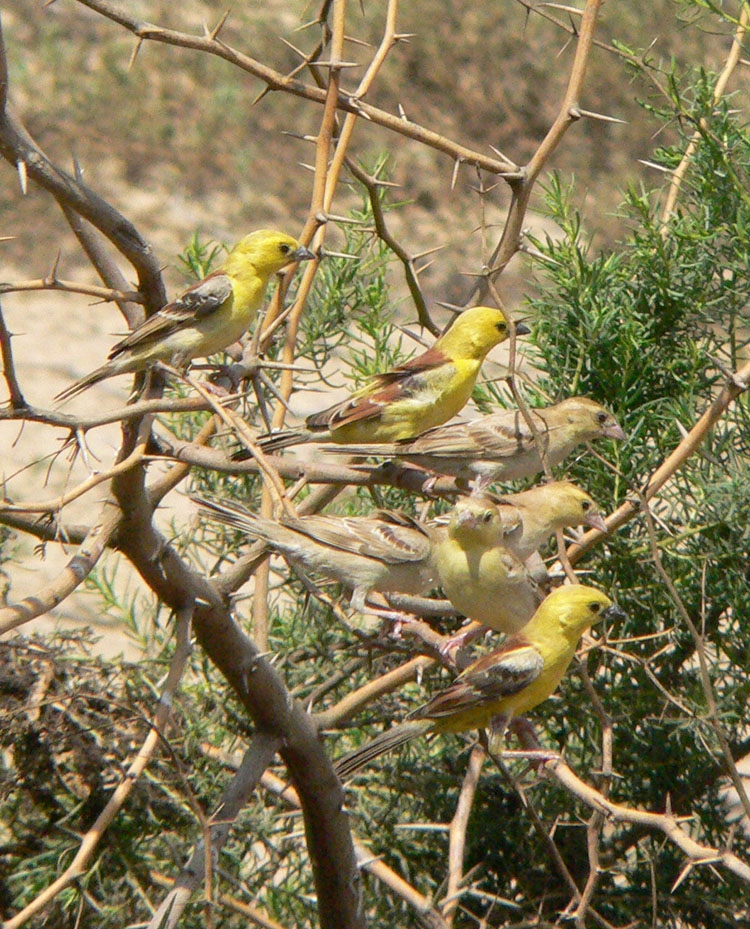
Sudanguldsparv (Passer luteus)

Antalet arter i släktet berodde tidigare mycket på hur olika taxonomiska auktoriteter bedömer två artkomplex: det kring bysparven (Passer griseus, på engelska "Grey-headed Sparrows") och det kring akaciasparven (P. motitiensis, "Rufous Sparrows"). Listan nedan följer AviList:
- Bysparv (Passer griseus)
- Etiopiensparv (Passer swainsonii)
- Tjocknäbbad sparv (Passer gongonensis)
- Swahilisparv (Passer suahelicus)
- Sydafrikasparv (Passer diffusus)
- Boersparv (Passer melanurus)
- Kastanjesparv (Passer eminibey)
- Akaciasparv (Passer motitensis)
- Kenyasparv (Passer rufocinctus)
- Törnsparv (Passer shelleyi)
- Kordofansparv (Passer cordofanicus)
- Kanelsparv (Passer cinnamomeus) – syn rutilans
- Pilfink (Passer montanus)
- Saxaulsparv (Passer ammodendri)
- Kapverdesparv (Passer iagoensis)
- Karakumsparv (Passer zarudnyi)
- Ökensparv (Passer simplex)
- Tamarisksparv (Passer moabiticus)
  - "Sistansparv" (Passer [m.] yatii) – urskiljs ibland som egen art[5]
- Sudanguldsparv (Passer luteus)
- Arabguldsparv (Passer euchlorus)
- Pegusparv (Passer flaveolus)
- Sokotrasparv (Passer insularis)
- Abdalkurisparv (Passer hemileucus)
- Spansk sparv (Passer hispaniolensis)
- Sindsparv (Passer pyrrhonotus)
- Somaliagråsparv (Passer castanopterus)
- Italiensk sparv (Passer italiae)
- Gråsparv (Passer domesticus)